# Ostra (486 m)
Ostra (niem. Spitz Berg, 486 m n.p.m.) – szczyt w południowo-zachodniej Polsce, w Sudetach Zachodnich, w Rudawach Janowickich.

## Położenie i opis
Ostra leży w bocznym ramieniu, odchodzącym od masywu Wielkiej Kopy ku północnemu wschodowi, a dokładniej od Mnichów. Ostra leży na zakończeniu tego ramienia, na północno-wschodnim krańcu Rudaw Janowickich, w widłach Bobru i Sierniawy. W ramieniu tym, na południowy zachód od Ostrej leżą Sowia Górka i Owcza Góra.

## Budowa geologiczna
Masyw Ostrej zbudowany jest ze skał osadowych północno-zachodniego skrzydła niecki śródsudeckiej - dolnokarbońskich (kulmowych) zlepieńców, piaskowców i szarogłazów.

## Roślinność
Wzniesienie częściowo porośnięte lasami.

## Ochrona przyrody
Wzniesienie położone jest na obszarze Rudawskiego Parku Krajobrazowego. Na północny wschód od niego przebiega granica Parku.

## Zobacz
- Ostra
- Ostra Mała